# Solignac-sous-Roche

Solignac-sous-Roche este o comună în departamentul Haute-Loire, Franța. În 2009 avea o populație de 214 de locuitori.